# Zona di protezione ecologica e della pesca

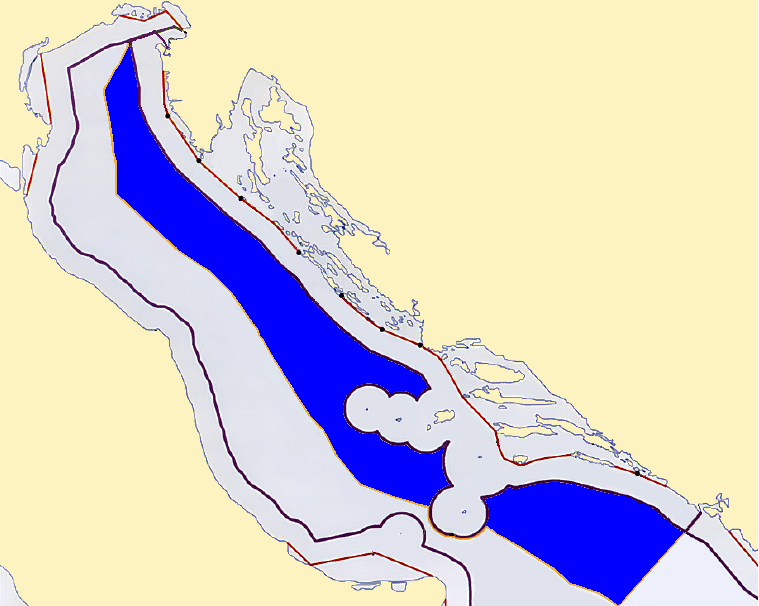
     La  zona di protezione ittica e ambientale nell'Adriatico.
La zona di protezione ecologica e della pesca (in croato: Zaštićeni ekološko-ribolovni pojas, abbr.  ZERP) è un'area marina protetta la cui creazione (in gran parte in acque internazionali), assieme a quella della zona economica esclusiva è stata decisa unilateralmente dalla Croazia il 3 ottobre 2003 ed estendendo così la propria giurisdizione sul mare aperto ad un'area di 23.870 km² oltre il confine delle sue acque territoriali (31.757 km²).
La sua istituzione ha causato numerose proteste diplomatiche italiane e slovene che ha influito sul processo di adesione della Croazia all'Unione europea fino a portare la Commissione per gli affari esteri del Parlamento della UE ad approvare il progetto di rapporto sulla relazione concernente i progressi compiuti da quest'ultima nel 2007 esortando, il 28 febbraio 2008, le autorità croate, italiane e slovene ad impegnarsi in modo costruttivo al fine di superare e conseguire un compromesso che prendesse in considerazione gli interessi di tutte le parti coinvolte.
Ciò ha spinto il governo croato, il 13 marzo 2008, ad approvare la sospensione di tale zona a partire dal 15 marzo dello stesso anno ai soli paesi membri della UE fino a che non verrà raggiunto un accordo comune nello spirito dell'Unione.